# Kevin A. Mayer
Kevin A. Mayer (Los Ángeles, California, 1962) es un empresario estadounidense y exdirector ejecutivo de TikTok la empresa matriz de ByteDance. Antes de su nombramiento como director ejecutivo de TikTok, Mayer fue presidente de la división Direct-to-Consumer & International de The Walt Disney Company. Anteriormente fue vicepresidente ejecutivo sénior y director de estrategia de Disney, donde gestionó las adquisiciones de Pixar, Marvel Entertainment, Lucasfilm y 21st Century Fox. También dirigió las desinversiones de Miramax y ABC Radio.

## Carrera
Nació en 1962 en Estados Unidos, California, Los Ángeles, se graduó del Instituto de Tecnología de Massachusetts, la Universidad Estatal de San Diego y la Escuela de Negocios de Harvard.
Mayer obtuvo una licenciatura en ingeniería mecánica del Instituto de Tecnología de Massachusetts y una maestría en ciencias de la Universidad Estatal de San Diego, así como un MBA de la Escuela de Negocios de Harvard.

## Trayectoria
En 1993, Kevin Mayer consiguió un trabajo en The Walt Disney Company manejando la estrategia y el desarrollo comercial para los negocios de televisión e Internet e Internet de Disney en todo el mundo. Más tarde fue ascendido a director del grupo Disney Internet como vicepresidente ejecutivo.
Mayer fue nombrado entonces director ejecutivo de Playboy.com, la subsidiaria digital de Playboy Enterprises de Chicago en febrero de 2000.
En septiembre de 2000, Mayer dejó Playboy y fue nombrado presidente y director ejecutivo de Clear Channel Interactive, una división de Clear Channel Worldwide. Ocupó ese cargo hasta diciembre de 2001. Se unió a L.E.K. Consultoría como socio y director de la práctica global de medios y entretenimiento en febrero de 2002.
Mayer se reincorporó a The Walt Disney Company como vicepresidente ejecutivo, estrategia corporativa, desarrollo comercial y tecnología en junio de 2005 y fue designado en octubre de 2005 como director ejecutivo. Mayer participó en las compras de Pixar, Marvel Entertainment, Lucasfilm, Club Penguin y Maker Studios, así como en su acuerdo alcanzado en diciembre de 2017 para adquirir la mayoría de los activos de 21st Century Fox. En 2010, organizó la venta de Miramax a Filmyard Holdings, un grupo de negocios que incluye a Ronald Tutor de las empresas de construcción Tutor-Saliba y Tutor Perini, Colony Capital y su presidente Tom Barrack y el ex director financiero de Disney, Richard Nanula. En marzo de 2018, Mayer fue nombrado presidente de Walt Disney Direct-to-Consumer & International, una nueva división de segmento, que incluiría varios negocios de transmisión, canales internacionales, ventas y distribución de anuncios.
En mayo de 2020, Mayer renunció a The Walt Disney Company para convertirse en director de operaciones de la empresa china de tecnología de Internet ByteDance, donde también se desempeñará como director ejecutivo de su popular aplicación de redes sociales TikTok. En enero de 2023 Mayer fue reemplazado por Shou Zi Chew como director ejecutivo de TikTok.